# Sơn ca cánh đỏ
Sơn ca cánh đỏ, tên khoa học Mirafra hypermetra, là một loài chim trong họ Alaudidae.. Phạm vi phân bố của nó khá rộng rãi trong Ethiopia, Kenya, Somalia, Sudan, Tanzania, và Uganda, với tổng diện tích khu vực phân bố ước khoảng 660.000 km2. Tổng dân số của nó vẫn chưa được định lượng, nhưng được tin là lớn. Môi trường sống tự nhiên của nó là thảo nguyên đất thấp khô nhiệt đới và cận nhiệt đới.